# 福士誠治
福士 誠治（ふくし せいじ、1983年6月3日 - ）は、日本の俳優、声優、歌手。音楽ユニット・MISSIONのボーカル。
神奈川県川崎市麻生区出身、株式会社アウルム所属。

## 来歴
- 2001年にミツカン「金の粒」のテレビCMのオーディションに応募し、デビュー[2][3]。2002年にフジテレビ系ドラマ『ロング・ラブレター〜漂流教室〜』でドラマデビューし、2004年にドラマ『19borders』で初主演。
- 2006年4月から放送されたNHK朝の連続テレビ小説『純情きらり』でヒロインの相手役の松井達彦を演じた。また、過去2度ほど朝ドラのオーディションを受けたが、3度目の挑戦でヒロインの相手役に抜擢された。
- 2006年2月に公式ブログを開設。
- NHK土曜時代劇『オトコマエ!』にて地上波ドラマ初主演。続編も放送された。
- 2008年12月、大竹浩一・斎藤工・波岡一喜と共に演劇ユニット【乱-Run-】結成。
- 2015年3月31日までは今井事務所に所属していた[4]。2015年4月1日、同事務所のHPにて渡辺哲・沢井正棋と共に株式会社アウルムへの移籍が発表された[4]。
- 2016年、舞台『幽霊でもよかけん、会いたかとよ』で初めて演出を手掛ける。
- 2018年、音楽家の濱田貴司とロックバンド“MISSION”を結成。
- 2021年、阪元裕吾監督映画『ある用務員』にて映画初主演[5]。
- 2024年、福士誠治名義での音楽活動開始。
- 2024年4月4日、文化放送にてラジオ番組「福士誠治 Say Channel」スタート[6]。

## 人物
- 特技はけん玉（2段）、趣味はギター・ピアノ。
- 高校時代はバンド活動に熱中していた。好きなアーティストはRADWIMPS。
- 時代劇ドラマ『風の果て』、『オトコマエ!』でともに親友役で共演している斎藤工とは、かつて携帯電話に設定を施すアルバイトの仲間だったことがある。

## 出演
主演は役名を太字で示す。

### テレビドラマ

#### テレビドラマ（連続ドラマ）
- ロング・ラブレター〜漂流教室〜（フジテレビ、2002年） - 辰巳寛人 役
- 19borders（ザ・ワークス制作、2004年） - 茅野悟 役※初主演
- 貞操問答（TBS、2005年） - 杉山仙吉 役
- 連続テレビ小説 純情きらり（NHK、2006年4月 - 9月） - 松井達彦 役
- のだめカンタービレ 6話 - 最終話（フジテレビ、2006年10月 - 12月） - 黒木泰則 役
- 木曜時代劇 風の果て（NHK総合、2007年10月 - 12月） - 上村隼太 役
- 土曜時代劇 オトコマエ!（NHK総合、2008年4月 - 7月） - 藤堂逸馬 役
  - 土曜時代劇 オトコマエ!2（NHK総合、2009年9月 - 12月）
- イノセント・ラヴ（フジテレビ、2008年10月 - 12月） - 秋山耀司 役
- 必殺仕事人2009（朝日放送・テレビ朝日、2009年1月 - 6月） - 大河原伝七 役
- 子育てプレイ（毎日放送、2009年4月 - 6月） - 轟木顕 役
- KOI☆AGE〜恋するアゲハ〜（Bee TV、2009年5月1日 -配信中） - 佐藤九郎 役
- チーム・バチスタ3 アリアドネの弾丸（関西テレビ・フジテレビ、2011年7月 - 9月） - 宇佐見壮一 役
- 怪盗ロワイヤル（TBS、2011年10月 - 12月） - 岸原大雅 役
- 本日は大安なり（NHK総合、2012年1月 - 3月） - 相馬映一 役
- ハンチョウ〜警視庁安積班〜シリーズ（TBS） - 小池竜也 役
  - ハンチョウ〜警視庁安積班〜 シリーズ5（2012年4月 - 6月）
  - ハンチョウ〜警視庁安積班〜 シリーズ6（2013年1月 - 3月）
- 結婚同窓会 〜SEASIDE LOVE〜（フジテレビTWO、2012年7月 - 8月） - 本田竜生 役
- 危険なカンケイ（BeeTV、2013年7月 - 2023年9月30日配信終了） - 樹本修司 役
- 東京トイボックス（テレビ東京、2013年10月 - 12月） - 仙水伊鶴 役
  - 大東京トイボックス（2014年1月 - 3月）
- 昨夜のカレー、明日のパン（NHK BSプレミアム、2014年10月 - 11月） - サカイ君 役
- 徒歩7分（NHK BSプレミアム、2015年1月 - 2月） - 遠藤光一 役
- 木曜時代劇 まんまこと〜麻之助裁定帳〜（NHK総合、2015年7月 - 9月） - 高橋麻之助 役
- いつかこの恋を思い出してきっと泣いてしまう（フジテレビ、2016年1月 - 3月） - 井吹和馬 役
- まかない荘（名古屋テレビ、2016年4月 - 6月） - 神山要 役
- OLですが、キャバ嬢はじめました（2016年6月 - 7月、毎日放送・TBS系） - 織田 役[7]
- 土曜時代劇 忠臣蔵の恋〜四十八人目の忠臣〜（NHK総合、2016年9月 - 2017年2月） - 磯貝十郎左衛門 / 間部詮房 役[8]
- 社長室の冬-巨大新聞社を獲る男-（2017年4月30日 - 5月28日、WOWOW） - 南康祐 役
- 平成細雪（NHK BSプレミアム、2018年1月） - 奥畑啓三 役
- 極道めし（2018年7月 - 9月、BSジャパン） - 原一平 役
- ぬけまいる〜女三人伊勢参り（2018年10月27日 - 12月22日、NHK総合） - 政 役
- スパイラル〜町工場の奇跡〜（2019年4月15日 - 6月3日、テレビ東京） - 久万田五郎 役
- トップナイフ（2020年1月11日 - 3月14日 、日本テレビ） - 犬飼剛 役[9]
- 30禁 それは30歳未満お断りの恋。（2020年9月15日 - 配信中、FOD / 2021年1月11日 - 3月1日、フジテレビ） - 河合健人 役
- 大河ドラマ 青天を衝け（2021年） - 井上馨（井上聞多） 役[10]
- みなと商事コインランドリー（2022年7月 - 9月、テレビ東京） - 佐久間孝之 役[11]
  - みなと商事コインランドリー2（2023年7月6日 - 9月21日、テレビ東京）[12]
- 警視庁アウトサイダー（2023年1月 - 3月、テレビ朝日） - 羽村琢己 役[13]
- しあわせは食べて寝て待て（NHK総合、2025年4月 - 5月） - 唐圭一郎 役[14]

#### テレビドラマ（単発ドラマ・ゲスト出演）
- 金曜エンタテイメント 神様、何するの（フジテレビ、2003年12月5日）
- 浅見光彦シリーズ17 秋田殺人事件（フジテレビ、2003年8月22日） -  岩田一 役
- 新・京都迷宮案内弐 第4話 （テレビ朝日、2004年11月18日） - 国松友樹 役
- 犬神家の一族（フジテレビ、2004年4月3日） - 犬神左兵衛 役
- 時空警察 PART4「伊藤博文暗殺事件〜隠された狙撃者」（日本テレビ、2004年9月29日） - 狙撃犯 役
- 富豪刑事 第1シリーズ 第7話（テレビ朝日、2005年2月24日） - 佐々木 役
- 中学生日記特別篇 流れ星は囁く（NHK教育、2005年9月12日・19日） - 伊藤森魚 役
- 月曜ミステリー劇場 里見浩太朗芸能生活50周年特別企画 夜盗（TBS、2005年10月31日） - 柏田源吉 役
- 西村京太郎からの挑戦 本格ミステリークイズ 芸能界推理王決定戦〜薔薇風呂殺人事件（日本テレビ、2006年1月5日） - 江川健二 役
- 水戸黄門第36部・18話（TBS、2006年） - 明石藩主嫡男・松平翔之介 役
- シェイクスピアドラマスペシャル 王様の心臓〜リア王より〜（日本テレビ、2007年4月6日） - 金井俊太 役
- 必殺シリーズ（朝日放送・テレビ朝日） - 大河原伝七 役
  - 必殺仕事人2007（2007年7月7日）
  - 必殺仕事人2009 新春スペシャル（2009年1月4日）
- 千の風になって ドラマスペシャル 第1弾「家族へのラブレター」（フジテレビ、2007年8月3日） - 福原健介 役
- ドラマW 孤独の歌声（WOWOW、2007年11月11日） - 芳川潤平 役
- のだめカンタービレ 新春スペシャル in ヨーロッパ（フジテレビ、2008年1月4日・5日） - 黒木泰則 役
- 剣客商売スペシャル 春の嵐（フジテレビ、2008年4月11日） - 松平越中守定信 役
- 新春ワイド時代劇 寧々〜おんな太閤記（テレビ東京、2009年1月2日） - 豊臣秀長 役
- 上地雄輔物語（フジテレビ、2009年3月14日） - 丹波慎也 役
- 筆談ホステス〜母と娘、愛と感動の25年。届け!わたしの心〜（毎日放送、2010年1月10日） - 斉藤悟志 役
- NHKスペシャル 15歳の志願兵（NHK総合、2010年8月15日） - 坂町孝之助 役
- 崖っぷちのエリー 第3話（朝日放送・テレビ朝日、2010年7月23日） - 浜岡正志 役
- 大切なことはすべて君が教えてくれた 第7・8話（フジテレビ、2011年2月28日・3月7日） - 山下有悟 役
- 時代劇法廷 CASE4 被告人は徳川吉宗（日本映画衛星放送、2011年10月10日） - 徳川吉宗 役
- 謎解きはディナーのあとで 第8話（フジテレビ、2011年12月6日） - 染田松五郎 役
- 金曜プレステージ特別企画 悪女たちのメス（フジテレビ、2011年12月9日） - 真田拓馬 役
- 野田ともうします。 シーズン2 第12話（NHK総合、2012年1月12日） - 先輩 役
- 宮部みゆき・4週連続 “極上”ミステリー 第1夜 理由（TBS、2012年5月7日） - 朝倉和也 役
- ドクターX〜外科医・大門未知子〜 第5話（テレビ朝日、2012年11月22日） - 岸田卓也 役
- 捜査地図の女 最終話（テレビ朝日、2012年12月6日） - 宗方亮介 役
- 新春大型時代劇 鬼平犯科帳スペシャル 泥鰌の和助始末（フジテレビ、2013年1月4日） - 徳次郎 役
- カウンターのふたり シーズン2 第12話「草食系男子」（TwellV、2013年1月18日） - 奥寺聡 役
- バッケンレコードを超えて（北海道文化放送、2013年1月27日） - 本田浩輔 役
- ダブル・ミーニング Yes or No?（関西テレビ、2013年3月1日） - 宅間修 役
- SUMMER NUDE 第1・2話（フジテレビ、2013年7月8日・15日） - 古山幸太 役
- 金曜ロードSHOW! 人生がときめく片づけの魔法（日本テレビ、2013年9月27日） - 小田雅人 役
- ドラマスペシャル 遺留捜査 スペシャル2（テレビ朝日、2014年8月9日） - 村上優太 役
- 闇の狩人（時代劇専門チャンネル、2014年10月4日・5日） - 谷川弥太郎 役
- 松本清張 二夜連続ドラマスペシャル・第二夜 松本清張「霧の旗」（テレビ朝日、2014年12月7日） - 杉浦健次 役
- 京都人の密かな愉しみ（NHK BSプレミアム、2015年1月3日） - 村上晃 役
- 女くどき飯 第1話（毎日放送、2015年1月25日） - 藤崎修司 役
- ドラマスペシャル クロハ 〜機捜の女性捜査官〜（2015年2月22日、テレビ朝日） - 佐藤尚 役
- カサネ 第1話（テレビ東京、2015年3月3日） - 久松孝明 役
- イマジカBS開局20周年記念ドラマ いつも まぢかに（イマジカBS、2015年10月1日） - 沢井渉 役
- ドクター調査班〜医療事故の闇を暴け〜 第1話（テレビ東京、2016年4月22日） - 水川亮一 役[15]
- 土曜プライム 叡古教授の事件簿（テレビ朝日、2016年5月21日） - 槇原太一 役
- 第15回テレビ朝日新人シナリオ大賞 少女のみる夢（テレビ朝日、2016年7月3日） - 作村周 役[16]
- 侠飯~おとこめし~ 第8話（テレビ東京、2016年9月9日） - 熱海史郎 役
- 人形佐七捕物帳 第4話（BSジャパン、2016年11月15日） - 貝塚喬之 役
- コールドケース~真実の扉~ 第6話（WOWOW、2016年11月26日） - 須崎清 役
- 東京センチメンタルSP〜千住の恋〜（テレビ東京、2017年1月3日） - 高倉正弘 役
- 探偵・日暮旅人 第6話（日本テレビ、2017年2月26日） - 権藤一 役
- 銭形警部 真紅の捜査ファイル 第4話（最終話）（Hulu、2017年3月3日） - 白石利晶 役
- 緊急取調室 シーズン2 第2話（テレビ朝日、2017年4月27日） - 糸山恵太 役[17]
- 脳にスマホが埋められた! 第10話（日本テレビ、2017年9月7日） - 桝本 役
- コウノドリ（第2シリーズ）第2話（TBS、2017年10月20日） - 久保慎吾 役
- 先に生まれただけの僕  第7話（日本テレビ、2017年11月25日） - 真田貴弥 役
- アンナチュラル 第1話（TBS、2018年1月12日） - 関谷聡史 役
- 大岡越前 第4部 第8回（最終回）（NHK BS、2018年3月2日） - 伊佐次 役
- 警視庁ゼロ係〜生活安全課なんでも相談室〜 SEASON4 第1話（テレビ東京、2019年7月19日） - 鴨井達彦 役
- 簡単なお仕事です。に応募してみた 最終話（日本テレビ、2019年9月24日） - 白衣の男 役
- ひとりキャンプで食って寝る 第5話（テレビ東京、2019年11月16日） - 高田武志 役[18]
- 月曜プレミア8 横山秀夫サスペンス「モノクロームの反転」（テレビ東京、2020年11月9日） - 久米島良夫 役
- 十三人の刺客（NHK BSプレミアム、2020年11月28日） - 島田新六郎 役[19]
- 刑事7人 season7 最終話（テレビ朝日、2021年9月15日） - 山辺伊織 役
- 駐在刑事SP 2022（テレビ東京、2022年10月17日） - 御子柴浩司 役
  - 駐在刑事SP 2023（テレビ東京、2023年9月25日）[20]
- 科捜研の女 2022 Season22 第3話･最終話（テレビ朝日、2022年11月1日･12月20日） - 奥居秀俊 役[21]
- 再雇用警察官５（テレビ東京、2023年3月13日） - 行橋文夫 役
- シッコウ!!〜犬と私と執行官〜 最終話（テレビ朝日、2023年9月12日） - 興津大輔 役[22]
- 相棒23 第3話（テレビ朝日、2024年10月30日）- 樫村陽介 役
- 法廷のドラゴン 第7話・最終話（テレビ東京、2025年2月28日・3月7日） - 柘植龍馬 役[23]

### 映画
- 3on3（2003年4月26日） - 美少年J 役
- チルソクの夏（2004年4月17日） - 宅島純一 役
- スウィングガールズ（2004年9月11日） - 井上 役
- SHOWER（2004年12月7日） - ヒロシ役
- アインシュタインガール（2005年7月16日） - 大津康二郎 役
- タッチ（2005年9月10日） - 新田明男 役
- 一生の?お願い（2005年10月15日） - 小山吾郎 役
- 渋谷怪談 THE リアル都市伝説「リアルなお化け屋敷」（2006年1月21日） - 北川仁 役
- 監督・ばんざい!（2007年6月2日）
- ワルボロ（2007年9月8日、ゲッツ板谷原作） - ヤッコ 役
- ALWAYS 続・三丁目の夕日（2007年11月3日） - 牛島 役
- きみの友だち（2008年7月26日、重松清原作） - ジャーナリスト中原 役
- おっぱいバレー（2009年4月18日） - 元カレ樋口 役
- 群青 愛が沈んだ海の色（2009年6月27日） - 比嘉大介 役
- 女の子ものがたり（2009年8月29日） - 新米編集者・財前静生 役
- のだめカンタービレ 最終楽章（前編 / 2009年12月19日、後編 / 2010年4月17日、東宝） - 黒木泰則 役
- 掌の小説 第3話 日本人アンナ（2010年3月27日） - 私 役
- 東京島（2010年8月28日） - GM / ユタカ / 森 軍司 役
- 日輪の遺産（2011年8月27日） - 小泉重雄 役
- スイッチを押すとき（2011年9月17日） - 坂本佳人 役
- R-18文学賞 vol.1 自縄自縛の私（2013年2月2日） - お弁当屋さんの店員 役
- 利休にたずねよ（2013年12月） - 石田三成 役
- 東京難民（2014年2月） - 警官 役
- L・DK（2014年4月） - 久我山草樹 役
- THE NEXT GENERATION -PATLABOR-（2014年4月） - 塩原佑馬 役
- ゴッドタン キス我慢選手権 THE MOVIE2 サイキックラブ（2014年10月17日、東宝） - セイジ 役
- FOUJITA（2015年11月14日）
- 僕だけがいない街（2016年3月19日） - 小林賢也 役
- シマウマ（2016年5月21日） - 網川晃児 役[24]
- じんじん 其の二（2017年9月2日） - 山下哲生 役
- ちょっとまて野球部！（2018年1月27日） - 安藤梅蔵（監督） 役
- blank13（2018年2月3日）
- 愛しのアイリーン（2018年9月14日） - 正宗（龍昇寺の坊主） 役
- 劇場版 仮面ライダーゼロワン REAL×TIME（2020年12月18日） - ベル / 仮面ライダーアバドン / 仮面ライダールシファー 役[25][26]
- ある用務員（2021年1月29日） - 主演・深見晃 役[27]
- 夏目アラタの結婚（2024年9月6日） - 桜井健 役[28]
- ぴっぱらん!! 비바람 -鬼子伝説-（2024年11月1日） - 百鬼湊 役[29]

### 舞台
- 松本創プロデュース公演 Vol.1「両A面」（2003年7月24日 - 27日、銀座小劇場）
- ナツひとり -届かなかった手紙-（2007年11月1日 - 26日、新橋演舞場） - 川村勉 役
- 蝉しぐれ（2008年5月5日 - 29日、明治座） - 牧文四郎 役
- 今井事務所第6回公演 悪戦（2009年3月27日 - 4月5日、吉祥寺シアター） - 飛島武司 役
- 乱-run-
  - 乱-run-第1回公演 「金沢の乱〜ラストネーム〜」（2009年4月24日 - 26日、アイピット目白）
  - 乱-Run-第2回公演 「365000の空に浮かぶ月」（2014年12月31日 - 2015年1月6日 本多劇場）[30]
- クローサー（2010年2月19日 - 2月28日サンシャイン劇場） - ダン 役
- 亀治郎の会 第八回『上州土産百両首』（2010年8月18 - 22日、国立劇場・大劇場 / 8月24日 - 27日、京都芸術劇場春秋座） - 牙次郎 役
- ミュージカル RENT（2010年10月7日 - 11月23日、シアタークリエ） - マーク 役
- 琉球ロマネスク テンペスト（2011年2月6日 - 28日、TBS赤坂ACTシアター / 2011年3月5日 - 20日、新歌舞伎座） - 孫嗣勇 役
- パレード（2012年1月16日 - 29日、銀河劇場 / 2012年2月4日 - 5日、シアター・ドラマシティ） - 伊原直輝 役
- 大関真 大竹浩一 2人芝居 思い出すのはマリの事（2012年4月20日、シアターグリーンBASE/THEATER）
- 朗読劇 私の頭の中の消しゴム 4th Letter（2012年5月2日 - 8日、銀河劇場） - 高原浩介 役
- 雪之丞一座〜参上公演 ロック☆オペラ サイケデリック・ペイン（2012年8月22日 - 9月24日、サンシャイン劇場 / 森ノ宮ピロティホール） - 詩音 役
- バブー・オブ・ザ・ベイビー - UNDEAD OR UNALIVE -（2013年5月、本多劇場 / 仙台市民会館 大ホール） - 大倉勇大 役
- 真田十勇士（2014年1月7日 - 2月2日、青山劇場 / 2月7日 - 19日、梅田芸術劇場） - 根津甚八 / 豊臣秀頼 役
- スーパー歌舞伎
  - スーパー歌舞伎II 空ヲ刻ム者（2014年3月、新橋演舞場） - 伊吹 役
  - スーパー歌舞伎II ワンピース（2015年10月 - 11月、新橋演舞場） - エース 役[31]
- 朗読劇「ラヴ・レターズ」（2014年8月3日、PARCO劇場）
- Roots Vol.2 狂人なおもて往生をとぐ−昔 僕達は愛した−（2015年2月10日 - 、東京芸術劇場シアターウエスト / まつもと市民芸術館） - 出 役
- ホテル・カルフォリニア〜HOTEL CALFORINIA〜（2016年2月、紀伊國屋ホール） - 篠崎[32][33]
- 幽霊でもよかけん、会いたかとよ（2016年12月21日 - 28日、下北沢 駅前劇場） - 北山春樹 役
- 俺節（2017年5月 - 6月、TBS赤坂ACTシアター、オリックス劇場） - 南風原太郎 役
- リーディングドラマ「シスター」（2017年10月23日、博品館劇場）[34]
- 修羅天魔〜髑髏城の七人 Season極（2018年3月17日 - 5月31日、IHIステージアラウンド東京） - 兵庫 役[35]
- 朗読劇「ラヴ・レターズ」（2018年6月12日、草月ホール）[36]
- ミュージカル 「スリル・ミー」（2018年12月 - 2019年1月、東京芸術劇場 シアターウエスト） - 彼 （ リチャード ）役
- 朗読劇「Over The Galaxy」（2019年3月9日、多摩六都科学館）
- アイススケートショー「氷艶 hyoen2019ー月光かりの如くー」（2019年7月26日 - 28日、横浜アリーナ） - 頭中将 役
- 忘れてもらえないの歌（2019年10月15日 - 10月30日、TBS赤坂ACTシアター / 11月4日 - 11月10日、オリックス劇場） - 稲荷義郎 役[37]
- おっかちゃん劇場（2020年12月23日 - 30日、本多劇場） - 北山春樹 役
- Oslo（オスロ）（2021年2月6日 - 3月21日、新国立劇場 中劇場ほか） - ウリ・サヴィール 役[38]
- ミュージカル 「スリル・ミー」（2021年4月 - 5月、東京芸術劇場 シアターウエスト他） - 彼  役
- アイススケートショー「LUXE」 （2021年5月16日・17日、横浜アリーナ） - ハッサン 役 [39]
- イントゥ・ザ・ウッズ（2022年1月11日 - 1月31日、日生劇場 / 2月6日 - 2月13日、梅田芸術劇場メインホール） - ジャック 役
- セールスマンの死（2022年4月4日 - 29日、PARCO劇場 / 5月3日、まつもと市民芸術館 主ホール / 5月7日 - 8日、ロームシアター京都 メインホール / 5月13日 - 15日、穂の国とよはし芸術劇場PLAT 主ホール / 5月19日 - 22日 兵庫県立芸術文化センター 阪急 中ホール / 5月27日 - 29日、北九州芸術劇場 大ホール) - ビフ 役 [40]
- MUSICAL「ルードヴィヒ  〜Beethoven The Piano 〜」（2022年10月29日 - 11月13日、東京芸術劇場 プレイハウス / 11月16日 - 21日、梅田芸術劇場 シアター・ドラマシティ / 11月25日・26日、北國新聞赤羽ホール / 11月29日・30日、電力ホール） - もう一人のルードヴィヒ/青年 役[41]
- ジャンヌ・ダルク（2023年11月28日 - 12月17日、東京建物 Brillia HALL / 12月23日 - 26日、オリックス劇場） - タルボット 役[42][43]
- インヘリタンス-継承-（2024年2月11日 - 24日、東京芸術劇場 プレイハウス / 3月2日、森ノ宮ピロティホール / 3月9日、J:COM北九州芸術劇場 中劇場） - エリック・グラス 役 [44][45]
- CCCreation Presents 無題シリーズvol.1 リーディング劇「女中たち」Jean GENET（2024年9月20日 - 23日、銕仙会能楽研修所）[46]
- ミュージカル「ワイルド・グレイ」（2025年1月8日 - 26日、新国立劇場 小劇場 / 2月14日 - 16日、森ノ宮ピロティホール / 2月22日、高崎芸術劇場 スタジオシアター） - ロバート・ロス 役[47]
- 氷艶 hyoen 2025 -鏡紋の夜叉-（2025年7月5日 - 8月7日、横浜アリーナ）[48]
- ミュージカル「メリー・ポピンズ」（2026年3月 - 5月、東急シアターオーブ/5月 - 6月、梅田芸術劇場メインホール）- ジョージ・バンクス 役[注釈 1][49]

### テレビ番組
- さくらに恋する男たち（青森テレビ制作・JNN東北5社共同製作、2009年9月16日） - ナビゲーター
- 古舘トーキングヒストリー 〜戦国最大のミステリー 本能寺の変、完全実況〜（テレビ朝日、2018年1月6日） - 織田信忠 役[50]
- コズミック フロント☆MUSIC（NHK、2018年1月11日） - 司会
- フォーカード（テレビ東京、2018年4月2日 - 10月8日） - オルタナ5 役（声の出演）
- 戦国炒飯TV 〜なんとなく歴史が学べる映像〜 第5回 （TOKYO MX、2020年8月29日深夜） - 徳川秀忠 役
- 100分de名著 デフォー“ペストの記憶” （NHK Eテレ、2020年9月） - 朗読

### 音楽PV
- JUJU『奇跡を望むなら…』（ノベルクリップバージョン、メイン）
- 湘南乃風『ダンシングマップ / Summer Holidays』
- 平原綾香『はじめまして』

### CM
- ミツカン「金のつぶ」（2002年）
- J-PHONE「サッカー部篇」「vodafone〜応援ガンバレ篇〜」（2003年）
- カルビー「夏ポテト 〜二人の夏篇〜」（2003年・2005年）
- TOYOTA「野球篇」「passo」（2004年）
- アサヒビール「オリンピック野球日本代表 Japan Dream」（2004年）
- コカ・コーラ「春のバトン篇」（2005年）
- 白鶴酒造「上撰白鶴 〜同窓会にて篇〜」（2007年）
- 大正製薬 「リアップX5 〜プロダクト篇・笑顔篇〜」（2009年）

### テレビアニメ
- 闇芝居 第2期（2014年）

## 演出
- 幽霊でもよかけん、会いたかとよ（2016年12月21日 - 28日、下北沢駅前劇場）[51]
- 藁藁・餅・まめまめしい女（2017年12月28日 - 12月30日、ステージカフェ下北沢亭）
- 愛の宿 〜主任、ズボンのチャック開いちゃってますよ。 〜（2019年3月7日 - 10日、ステージカフェ下北沢亭）
- PINK（2019年3月30日 - 4月5日、CBGKシブゲキ!!）
- おっかちゃん劇場（2020年12月23日 - 30日、 本多劇場）[52]
- 葉隠れ旅館物語（2021年11月10日 - 11月17日、あうるすぽっと）[53]
- 漂う、傍観者ども（2023年9月26日 - 10月1日、下北沢OFF・OFFシアター）
- まつもと市民芸術館プロデュース『女40歳 肉屋のムスメ』（2024年5月16日 - 5月19日、まつもと市民芸術館）[54]

## 出版商品

### 朗読CD
- Over The Galaxy〜メッセージ〜（2019年）

### 書籍
- 写真集「熱情」（2007年4月13日、辰巳出版）
- ブログ＆写真集「イミのないブログ」（2008年4月5日、発行：産経新聞社、発売：扶桑社）

### DVD
| 発売日        | タイトル             | 規格品番 | メーカー     |
| ------------- | -------------------- | -------- | ------------ |
| 2009年7月31日 | 俺？ SPECIAL EDITION | TWSE-402 | ザ・ワークス |

## 音楽活動

### 福士誠治 名義

#### 配信シングル
| 配信開始日     | タイトル                |
| -------------- | ----------------------- |
| 2023年12月21日 | 不死鳥 - Fire and Ice - |
| 2025年3月12日  | メメントモリ            |

#### CD
| 発売日        | タイトル             | 規格品番                              | 収録曲                |
| ------------- | -------------------- | ------------------------------------- | --------------------- |
| 2024年4月12日 | 不死鳥-Fire and Ice- |                                       | 不死鳥 -Fire and Ice- |
| 2024年4月12日 | 不死鳥-Fire and Ice- | キャンプファイヤー                    |                       |
| 2024年4月12日 | 不死鳥-Fire and Ice- | 不死鳥 Fire and Ice- (Instrumental)   |                       |
| 2024年4月12日 | 不死鳥-Fire and Ice- | キャンプファイヤー（KARAOKE Version） |                       |